# IRICAV Due
IRICAV Due - Consorzio per l'Alta Velocità è il consorzio che si occupa della progettazione e della costruzione della ferrovia ad alta velocità Verona - Padova.

## Storia
Il consorzio nasce nel 1991 ad opera di Iritecna (21,5%), Ansaldo Trasporti (15%), Italstrade (19%), Società Italiana per le Condotte d'Acqua (2,5%), Girola (12%), Salini (12%), Torno (12%) e Del Favero (6%).
Nell'ottobre 1991 sottoscrive con TAV S.p.A. la convenzione per la progettazione e l'esecuzione lavori della Linea Ferroviaria ad Alta Velocità Verona-Venezia. 
Nel 1992 realizza il primo progetto della linea AV Verona-Venezia, il quale sarà rivisto e ripubblicato nel 1996. Nessuno dei due progetti arriva ad approvazione.
Con Lodo arbitrale del 2003, tuttavia, viene sciolto il contratto con TAV limitatamente al tracciato tra Padova e Venezia, mentre si conferma la validità per quello tra Verona e Padova.
Il Decreto Legge 7 del 2007 stabilisce la revoca della concessione a IRICAV Due anche per la tratta Verona - Padova in quanto affidata senza procedura di gara. Il consorzio decide allora di ricorrere al Tar del Lazio avverso la decisione del Governo ma il tribunale rimanda gli atti alla Corte di Giustizia Europea.
L'Avvocato della Corte di Giustizia Europea ha riconosciuto la legittimità degli atti del Governo, per cui il consorzio rinuncia a proseguire il giudizio amministrativo presso il Tar del Lazio ed instaura un contenzioso con TAV S.p.A. (poi RFI) a seguito della risoluzione del contratto per ottenere un indennizzo relativo ai costi sostenuti, le progettazioni rese e i danni subiti. Si arriva pertanto al 2012 quando un lodo arbitrale tra le parti, anche sulla scorta di quanto previsto dalla Legge 133/2008, conferma l'aggiudicazione ad IRICAV Due, condannando RFI a risarcire IRICAV Due con 11.2 milioni di euro.
A dicembre 2014 RFI ha sottoscritto con IRICAV DUE l’accordo per la progettazione definitiva del primo lotto funzionale della linea AV Verona-Padova (Verona - Altavilla Vicentina). Il progetto, pubblicato nel 2016, è stato approvato dal CIPE in via definitiva con la delibera numero 84, del 22 Dicembre 2017.
In data 06.06.2020 è stato firmato tra RFI ed IRICAV Due l'Atto Integrativo per l'avvio dei lavori del primo Lotto Funzionale Verona - Bivio Vicenza. 
Il CIPE nella seduta del 26 Novembre 2020 ha approvato il Progetto Preliminare del 2º Lotto Funzionale - Attraversamento di Vicenza. 
La restante parte tra Vicenza e Padova sarà affrontata da RFI e IRICAV Due non appena saranno disponibili i fondi per il finanziamento dell'opera.

## Soci
Con il passare degli anni ed il subentro di Fintecna ad Iritecna, la composizione dell'azionariato è variata. Ad oggi, si registra il seguente assetto:
- We Build Group - 82,93%
- Hitachi Rail STS - 17,05%
- Lamaro Appalti - 0,01%
- Fintecna - 0,01%